# قرار مجلس الأمن التابع للأمم المتحدة رقم 1048
قرار مجلس الأمن التابع للأمم المتحدة 1048 ، المؤرخ 29 فبراير 1996 ، بعد الإشارة إلى القرارات 841 (1993) و 861 (1993) و 867 (1993) و 867 (1993) و 875 (1993) و 933 (1994) و 933 (1994) و 944 (1994) و 948 (1994) و 964 (1994) و 975 (1995) و 1007 (1995) بشأن هايتي ، مدد المجلس ولاية بعثة الأمم المتحدة في هايتي لمدة أربعة أشهر حتى 30 يونيو 1996 ، وخفض حجمها.

## وصلات خارجية
- Text of the Resolution at undocs.org